# Tarbert (Jura)
Tarbert ist eine kleine Siedlung auf der schottischen Hebrideninsel Jura und gehört administrativ somit zu der Council Area Argyll and Bute. Tarbert ist 17 km von Craighouse entfernt.
Tarbert (der Name kommt im Westen Schottlands häufiger vor und bedeutet Landenge) kann von Lagg aus über eine einspurige Straße (A846) erreicht werden, die nach Lussagiven führt. Sie liegt an der Ostküste der Insel an den Ufern der Tarbert Bay. Es gibt die Überreste von Cill Chaluim-chille. Der Name bedeutet Isthmus.